# Henry Ernest Gascoyne Bulwer
Sir Henry Ernest Gascoyne Bulwer GCMG (* 11. Dezember 1836; † 30. September 1914) war ein britischer Kolonialadministrator, der unter anderem während des Zulukrieges 1879 Vizegouverneur der Kolonie Natal und zuletzt zwischen 1886 und 1892 Hochkommissar von Zypern war.

## Leben

### Verwandtschaftliche Beziehungen und Beginn der beruflichen Laufbahn
Bulwer war der Sohn von William Earle Lytton Bulwer, dem ältesten Sohn von General William Earle Bulwer, sowie ein Neffe von Henry Bulwer, der als Vertreter der Liberal Party Mitglied des House of Commons war und 1871 als 1. Baron Dalling and Bulwer of Dalling, in the County of Norfolk, in den erblichen Adelsstand erhoben wurde, und von Edward Bulwer-Lytton, 1. Baron Lytton, dem Autor des 1834 erschienenen Romans Die letzten Tage von Pompeji, den beiden jüngeren Brüdern seines Vaters.
Er selbst absolvierte nach dem Besuch der Charterhouse School ein Studium am Trinity College der University of Cambridge und trat danach als Beamter in die Kolonialverwaltung und den auswärtigen Dienst ein und war von 1860 bis 1864 Offizieller Resident auf den Ionischen Inseln. Im Anschluss war er kurzzeitig Privatsekretär seines Onkels Henry Bulwer, der zwischen 1858 und 1865 Botschafter im Osmanischen Reich war und fungierte daraufhin 1866 als Schatzmeister und Generaleinnehmer (Treasurer and Receiver-General) von Trinidad.
1867 wurde er kommissarischer Nachfolger von James Robert Longden als Vizegouverneur (Lieutenant-Governor) von Dominica und bekleidete das Amt bis zu seiner Ablösung durch Sanford Freeling 1869.
1871 erfolgte seine Ernennung als Nachfolger von John Pope Hennessy in der Funktion als Gouverneur von Labuan. Diese Funktion bekleidete er bis 1875 und wurde dann von Herbert Taylor Ussher abgelöst. Daneben fungierte er als Generalkonsul von Nord-Borneo.

### Gouverneur von Natal, Zulukrieg und Hochkommissar von Zypern

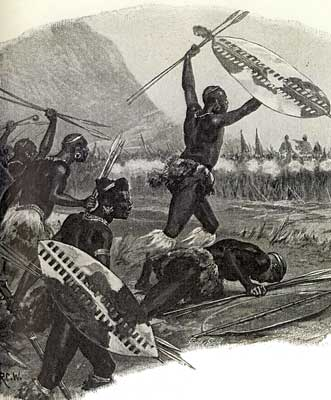
Angriff der Zulu bei Isandhlwana (1879)

Im Anschluss wurde Bulwer am 3. September 1875 nach einer kurzen Interimsamtszeit von Garnet Wolseley Nachfolger von Benjamin Chilley Campbell Pine als Vizegouverneur der Kolonie Natal. Auf diesem Posten folgte ihm am 20. April 1880 zunächst William Bellairs und dann am 5. Mai 1880 Henry Hugh Clifford kommissarisch, ehe am 2. Juli 1880 George Pomeroy Colley erster Gouverneur der Kolonie Natal wurde. In seine Amtszeit fiel 1879 der Zulukrieg zwischen dem Volk der Zulu und dem britischen Empire, nachdem es ihm 1878 nicht gelungen war, den von ihm gewünschten Frieden und Sicherheit für die Kolonie durch eine Grenzkommission mit dem Königreich Zululand sicherzustellen. Während des Zulukrieges kam es zum Konflikt mit dem Oberbefehlshaber der britischen Kolonialtruppen, Frederic Augustus Thesiger, 2. Baron Chelmsford, über die Zuständigkeiten von militärischer und ziviler Verwaltung. Des Weiteren lehnte er die von Chelmsford durchgeführten Überfälle in den Grenzregionen aus Angst von Vergeltungsanschlägen der Zulus ab.
Am 6. März 1882 kehrte er als Nachfolger von Charles Bullen Hugh Mitchell nach Natal zurück und war dort bis zum 23. Oktober 1885 nunmehr Gouverneur der Kolonie. Als solcher lehnte er die Wiedereinsetzung von Cetshwayo als König von Zululand ab, da er eine Gefährdung für die Sicherheit der Kolonie Natal befürchtete, und wurde nach der zweiten Teilung von Zululand 1883 Sonder-Kommissar für Zulu-Angelegenheiten. Sein Nachfolger als Gouverneur der Kolonie wurde erst am 18. Februar 1886 mit Arthur Havelock eingesetzt.
Am 9. März 1886 wurde Bulwer schließlich Nachfolger von Robert Biddulph als Hochkommissar von Zypern und bekleidete dieses Amt bis zu seiner Ablösung durch Walter Sendall am 5. April 1892.
Für seine langjährigen Verdienste wurde er zum Knight Grand Cross des Order of St. Michael and St. George erhoben, so dass er den Namenszusatz „Sir“ führte.